# Trösälvens naturreservat
Trösälvens naturreservat är ett naturreservat i Karlskoga kommun i Örebro län.
Området är naturskyddat sedan 2020 och är 135 hektar stort. Reservatet omfattar en del av Trösälven samt dess omgivande naturskogsartade blandskogar.